# Ду Баоцзинь, Пётр
Пётр Ду Баоцзинь (19.03.1911 г., Китай — 5.05.1986 г., Синьчжу, Китайская Республика) — католический прелат, первый епископ Синьчжу с 21 марта 1961 года по 29 июня 1983 год.

## Биография
27 апреля 1937 года Пётр Ду был рукоположён в священника.
21 марта 1961 года Римский папа Иоанн XXIII назначил Петра Ду епископом Синьчжу. 21 мая 1961 года в Риме состоялось рукоположение Петра Ду в епископа, которое совершил Римский папа Иоанн XXIII в сослужении с вспомогательным епископом Нью-Йорка Фултоном Шином и апостольским викарием апостольского викариата Эль-Обейда Эдоардо Мазоном.
Пётр Ду участвовал в работе I, II, III и IV сессиях II Ватиканского собора.
29 июня 1983 года Пётр Ду вышел в отставку. Скончался 5 мая 1986 года в Синьчжу.